# Josephoartigasia monesi
Espèce
Josephoartigasia monesi est une espèce éteinte de rongeurs dinomyidés, découvert  en Uruguay dans des couches permettant d'estimer qu'il vivait il y a environ 4 à 2 Ma (millions d'années). Elle est l'une des deux espèces du genre Josephoartigasia. 
Ce mammifère serait, selon ses auteurs, le plus grand et le plus lourd des rongeurs de tous les temps, supplantant ainsi Phoberomys pattersoni, appartenant à la même famille.
L'épithète spécifique honore Alvaro Mones, paléontologue uruguayen spécialiste des rongeurs sud-américains.

## Histoire, paléontologie
L'espèce est connue uniquement par un crâne découvert en 1987 sur une plage du département de San José en Uruguay. Confié au Musée d'Histoire naturelle d'Uruguay, le spécimen demeure une vingtaine d'années sans être étudié. L'espèce est décrite officiellement en 2008.

## Classification
Son plus proche parent actuel est le pacarana.

## Description
Avec un crâne de 57 cm, la longueur totale de l'animal est évaluée à 3 m et sa masse à une tonne, ce qui en fait le plus grand des rongeurs actuellement connu ayant jamais vécu sur Terre ; loin devant l'actuel Capybara (1,25 m de long, 50 cm de haut, et pesant jusqu'à 65 kg) et plus grand encore que Eumegamys paranensis ou que Phoberomys pattersoni (précédents records en taille et poids estimé, chez les rongeurs fossiles (P. pattersoni pouvait peser pense-t-on de 436 à 741 kg). 
Josephoartigasia monesi était aussi haut qu'un bison et pesait jusqu'à une tonne environ. C'est le plus grand des rongeurs connus ayant vécu sur la terre. Plusieurs indices laissent  penser que sa mâchoire était dotée d'une force exceptionnelle , (plus encore que celle du tigre ou du crocodile). La morphologie de ce rongeur géant pourrait avoir évoqué celle d'un cochon d'Inde, mais de la taille d'un hippopotame.

## Répartition
Le seul site connu pour ce fossile est la formation de San José dans le département de San José en Uruguay.

## Datation
Pliocène-Pléistocène.

## Paléoécologie
Le paléoenvironnement de Josephoartigasia monesi aurait été de type estuarien ou deltaïque, en milieu forestier. 